# Muntendam
Muntendam est un village qui fait partie de la commune de Midden-Groningue dans la province néerlandaise de Groningue.
Muntendam a été une commune indépendante jusqu'au 1er janvier 1990. Elle a fusionné avec Meeden et Oosterbroek pour former la nouvelle commune de Menterwolde. De nos jours, Muntendam est le chef-lieu de Menterwolde.

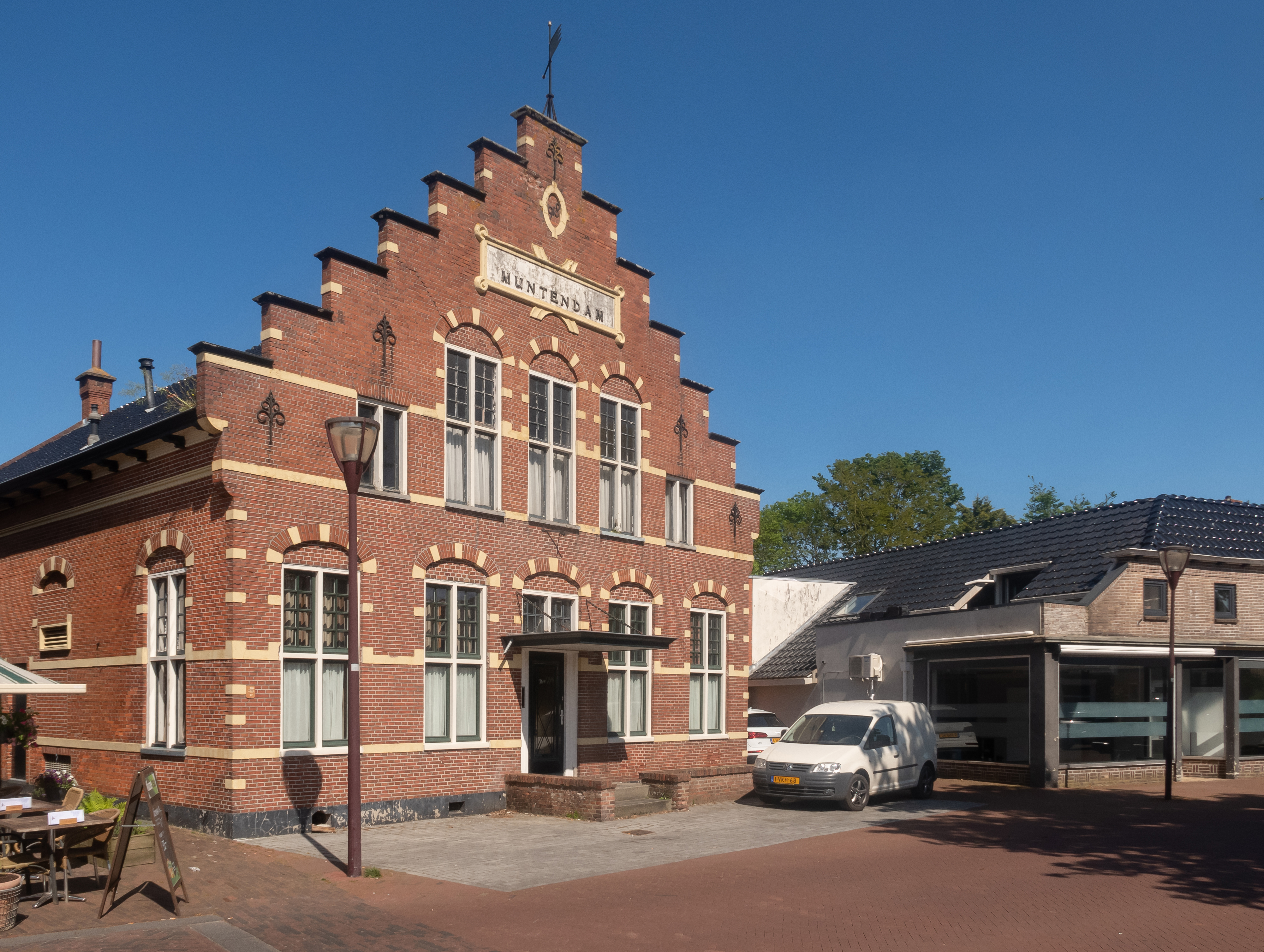
Muntendam, l'ancienne mairie